# Werner Ebeling
Werner Ebeling (21 de novembro de 1913 - 25 de agosto de 2008) foi um oficial alemão que serviu no Deutsches Heer durante a Segunda Guerra Mundial. Foi condecorado com a Cruz de Cavaleiro da Cruz de Ferro com Folhas de Carvalho.

## Condecorações
| Cruz de Ferro (1939) 2ª Classe                                   | 14 de junho de 1940     |
| Cruz de Ferro (1939) 1ª Classe                                   | 5 de setembro de 1941   |
| Distintivo de Feridos em Preto                                   | 18 de março de 1944     |
| Distintivo da infantaria de assalto                              | 13 de novembro de 1941  |
| Medalha da Frente Oriental                                       | 31 de julho de 1942     |
| Escudo Demyansk                                                  |                         |
| Distintivo de combate fechado em Bronze                          | 25 de fevereiro de 1944 |
| Distintivo de Honra do Exército                                  | 27 de dezembro de 1943  |
| Cruz Germânica em Ouro                                           | 11 de março de 1943     |
| Cruz de Cavaleiro da Cruz de Ferro                               | 9 de abril de 1944      |
| Cruz de Cavaleiro da Cruz de Ferro com Folhas de Carvalho nº 763 | 5 de março de 1945      |
| Grande Cruz de Mérito da República Federal da Alemanha           | 1970                    |